# Синиша Вуковић
Синиша Вуковић (Куманово, 7. октобар 1932 — Београд, 25. октобар 2011) био је српски сликар, ликовни педагог и архитекта.

## Биографија
Рођен 07.10.1932. у Куманову. Од своје шесте године живи и реди у Београду. Завршио је Архитектонски факултет у Београду 1957. године, на коме је одмах по дипломирању био изабран за асистента. Педагошку каријеру наставио је на Факултету примењених уметности у Београду. Сликарству, којим се бави од 1952. године до данас, посветио се као свом основном животном опредељењу.
Своје слике први пут је излагао марта 1953. године, заједно са Леонидом Шејком и Миодрагом Ђурићем Дадом, у Галерији Дома омладине у Београду. Афирмативне критике о овој изложби објавили су Јован Ћирилов и Јован Христић у часопису Млада култура.
Прву самопсталну изложбу приредио је у Галерији Графичког колектива у Београду 1960. године, коју је отворио сликар Пеђа Милосављевић.
Приредио је укупно 18 самосталних изложби, а излагао је и на многим колективним изложбама, у земљи и иностранству (Октобарски салон, Тријенале југословенске уметности, изложбе Ладе, изложбе УЛУС-а, изложбе многих уметничких колонија, изложбе у многим градовима у земљи и иностранству).
Излагао је на свим изложбама групе Медиала осим прве, на којој су учествовали Миро Главуртић, Леонид Шејка, Оља Ивањицки и Владан Радовановић.
Био је члан групе Медиала коју чини 12 сталних чланова, и то сликари: Леонид Трофимович Шејка, Синиша Вуковић, Миодраг Ђурић-Дадо, Урош Тошковић, Коста Брадић, Оља Ивањицки, Миро Главуртић, Светозар Самуровић, Милован Видак, Љуба Поповић, Владимир Величковић и Милић Станковић-Милић од Мачве. Теоријске основе Медиале поставили су Леонид Трофимович Шејка и Миро Главуртић. О начелима Медиале, вредностима и значењима које она има, Синиша Вуковић је годинама писао и објављивао велики број текстова у низу листова и часописа (Видици, Политика, Уметност, НИН, Градац, Мозаик идр.).
Као стални ликовни критичар НИН-а у периоду 1966. до 1971. године објавио је велики број ликовних критика о уметницима који су излагали у београдским галеријама у том периоду. Народном музеју у Београду направио је легат поклонивши 35 својих слика.
Објавио је књигу „Ликовни живот“. Био је члан Удружења ликовних уметника Србије (УЛУС), УЛУПУДС-а, Ладе и АICA (Међународно удружење уметничких критичара). До пензионисања био је редовни је професор Факултета примењених уметности у Београду. 
Преминуо је 25. октобра 2011. године, у Београду, у 79-ој години живота.